# Harvey Comics
Harvey Comics (también conocida como Harvey World Famous Comics, Harvey Publications, Harvey Comics Entertainment, Harvey Hits, Harvey Illustrated Humor y Harvey Picture Magazines) fue una editorial de cómics estadounidense, fundada en Nueva York por Alfred Harvey en 1941,tras comprar la pequeña editorial Brookwood Publications. Sus hermanos, Robert B. y Leon Harvey, se incorporaron poco después. La empresa no tardó en introducirse en el mundo de las licencias de personajes, que en la década de 1950 se convirtieron en el grueso de su producción. El artista Warren Kremer está estrechamente vinculado a la editorial.
Los personajes más notables de Harvey Comics son Casper el fantasma amistoso y Richie Rich. La mascota de Harvey se llama Joker, un personaje Arlequín en Caja sorpresa. También fue la mascota de la serie de cortometrajes de dibujos animados Noveltoons, que dio vida a muchos personajes de Harvey Comics; además, apareció en un cameo en la escena final de la película ¿Quién engañó a Roger Rabbit?, junto a muchos otros famosos personajes de dibujos animados.

## Historia
Harvey Comics fue fundada por los hermanos Harvey —Alfred, Leon y Robert— en la década de 1940, tras adquirir un título ya existente de Brookwood Publications, Speed Comics. Las cabeceras del título eran Shock Gibson y el Capitán Libertad, un héroe patriótico. Harvey añadió más antologías, entre ellas Champion Comics y Pocket Comics. De los nuevos títulos, solamente uno se mantendría durante un tiempo: La Gata Negra, una estrella-superhéroe de Hollywood, que se publicó hasta la década de 1950.
Harvey inició un cambio hacia los personajes bajo licencia cuando en 1942 sustituyó a Holyoke como editor del héroe radiofónico Green Hornet tras seis números. Harvey añadió títulos adicionales, de modo que la mayoría de sus títulos estaban licenciados. Entre los personajes licenciados se encontraban Joe Palooka, Blondie, Dick Tracyy otros personajes de tiras de periódicos.
Aunque la empresa intentó diversificar los cómics que publicaba, con breves incursiones en las décadas de 1950 y 1960 en los géneros de superhéroes, suspense, terror, western y otros en sellos como Harvey Thriller y Thrill Adventure, los cómics infantiles constituyeron el grueso de su producción.
El 27 de julio de 1958,Harvey compró los dibujos animados de Famous Studios de octubre de 1950 a marzo de 1962 (incluidos los derechos de los personajes y los derechos de los cortos de dibujos animados, pero excluyendo a Popeye). Los dibujos animados de Famous fueron reempaquetados y distribuidos para televisión como Harveytoons, y Harvey continuó la producción de nuevos cómics y un puñado de nuevos dibujos animados producidos para televisión. Casper el Simpático Fantasma, que había sido el personaje original más popular de Famous Studios, se convirtió ahora en la principal atracción de Harvey. Se añadieron a la línea Harvey personajes asociados como Spooky, el fantasmita, El trío fantasmal, la pesadilla del caballo de Casper, El diablillo Hot Stuff y Wendy, la brujita buena.

## Declive y venta en los años 80
A principios de la década de 1980, Marvel Comics estaba en negociaciones con Harvey Comics para asumir la publicación de algunos de sus personajes. El editor de Harvey, Sid Jacobson, junto con el resto del personal de Harvey, fueron entrevistados por Mike Hobson, vicepresidente editorial de Marvel (editor de facto). Como parte del proceso, Jacobson creó varios personajes nuevos que fueron bien recibidos por Hobson y sellaron el acuerdo. El editor jefe de Marvel, Jim Shooter, nombró al editor Tom DeFalco editor ejecutivo para coordinarse con el personal de Harvey, que fue contratado por Marvel. El día en que Marvel iba a hacerse cargo de las publicaciones de Harvey, Harvey Comics se retiró del acuerdo debido a un desacuerdo interno entre los dos hermanos Harvey restantes, Alfred y Leon. Harvey dejaría de publicar sus cómics en 1982.
En el verano de 1984, Steve Geppi (propietario de Diamond Comic Distributors y Geppi's Comic World) pagó 50.000 dólares por, entre otras propiedades, todo el archivo de Harvey de arte original del cómic de Harvey Sad Sack. Geppi llegó a este acuerdo con Steve Harvey, que en aquel momento era presidente de Harvey Publications Inc., así como presidente de Sad Sack Inc., una filial propiedad al cien por cien de Harvey Publications, Inc.
En 1985, el sello Marvel Star Comics publicó un título llamado Royal Roy. Harvey demandó a Star por infracción de derechos de autor, alegando que Roy era una copia descarada de Richie Rich. El veterano guionista y artista de Harvey, Lennie Herman, había creado Royal Roy para Star Comics. Herman murió en 1983 antes de que se publicara el primer número de Royal Roy. El cómic Royal Roy terminó tras seis números y se retiró la demanda.
En 1986, Harvey reanudó la publicación bajo la dirección de Alan Harvey (hijo mayor de Alfred), centrándose en unos pocos títulos principales, compendios y reimpresiones.
En 1987, Harvey demandó a Columbia Pictures, por 50 millones de dólares, alegando que el logotipo de Los cazafantasmas utilizado en la película de 1984 recordaba demasiado al personaje Fatso, de la serie Casper. El tribunal falló a favor de Columbia, debido a que Harvey no había renovado los derechos de autor de las primeras historias de Casper y a las "limitadas formas de dibujar la figura de un fantasma de dibujos animados".

## Harvey Comics Entertainment
En 1989, Harvey fue vendida a HMH Communications, de Jeffrey Montgomery, con sede en Santa Mónica, California. Pasó a llamarse Harvey Comics Entertainment (HCE), publicando reimpresiones a principios de los 90 como Harvey Classics. En 1993, la empresa creó dos sellos, Nemesis Comics y Ultracomics, para publicar cómics de Ultraman, así como un par de títulos más.
En 1994, Marvel se hizo cargo de la publicación y distribución de HCE.
Además, el propio Montgomery empezó a vender a las emisoras locales un paquete de dibujos animados antiguos con los personajes que Harvey había comprado a Paramount. Con Claster Television como distribuidor, Montgomery lanzó Gasparín el fantasma amigable en 1990. Tras la retirada del paquete de reposiciones en 1994, Montgomery se asoció con Carbunkle Cartoons y Film Roman respectivamente, para dos nuevas series de animación basadas en propiedades de Harvey. La primera, producida por Carbunkle y lanzada en 1994, presentaba a Baby Huey y la segunda, producida por Film Roman, era un nuevo dibujo animado de Richie Rich lanzado en 1996. Una serie animada anterior, llamada Las aventuras de Ricky Ricón, se había hecho sin la participación de Harvey, aparte de licenciar el personaje a Hanna-Barbera.
Durante este periodo, Montgomery vendió el 20 % de la empresa a MCA Inc., matriz de Universal Studios, por 3 millones de dólares. (Universal adquirió la licencia de los personajes para utilizarlos en sus parques temáticos.) Montgomery también adquirió las opciones de Richie Richy Casper para dos largometrajes: Richie Rich se estrenó en 1994 y fue un fracaso financiero, mientras que Casper, que se estrenó al año siguiente, se convirtió en un éxito masivo.
Montgomery también llegó a un acuerdo de publicación y distribución con Marvel Comics, lo que llevó a Marvel a publicar títulos de Casper, incluida una adaptación de la película de acción real de 1995. En mayo de 1997 se publicaron dos números de una serie de Casper, a los que siguió la revista Casper and Friends Magazine (mayo-julio de 1997).

## Sunland Entertainment
Montgomery fue destituido de HCE en 1997 y, en 2001, la empresa vendió sus propiedades de Harvey y los derechos sobre el nombre Harvey a DreamWorks Classics. HCE pasó a llamarse Sunland Entertainment Co. Sunland produjo más películas y distribuyó su biblioteca de 150 películas y 60 episodios de televisión. En 2000, Harvey compró PM Entertainment, distribuidora de películas y vídeos domésticos, y tras venderla a Classic Media, Roger Burlage se quedó con PM.
Los derechos de Sad Sack, Black Cat y otros personajes de Harvey siguen siendo propiedad de Alan Harvey y se han publicado bajo los nombres de Lorne-Harvey Publications y Re-Collections. A finales de 2000, Alan Harvey demandó a Steve Geppi por la adquisición en 1984 del arte original de Sad Sack, alegando que Geppi había saqueado los almacenes de Harvey. Geppi contraatacó, alegando que tenía la titularidad legal del arte original. La demanda se resolvió a finales de 2002; en el momento del acuerdo, el Tribunal Supremo de Nueva York había desestimado las demandas de Harvey contra Geppi. El acuerdo permitía a Geppi conservar la obra sin que cambiara dinero de dueño.

## Distribución de dibujos animados
Desde la creación de Harvey, los derechos de distribución televisiva de la biblioteca Harveytoons se concedieron bajo licencia a Worldvision Enterprises. Worldvision mantendría los derechos de distribución de muchos dibujos animados anteriores de Famous Studios (además de la mayoría de los dibujos animados de Fleischer Studios) durante un breve periodo de tiempo, hasta que fue absorbida por la división de televisión de Paramount Pictures, que originalmente distribuía los dibujos animados.
Universal Studios, que posee los largometrajes sonoros de Paramount anteriores a 1950 a través de su división de televisión, tuvo en su día los derechos de vídeo de los dibujos animados de Harvey, hasta que en 2001 Classic Media se hizo con el catálogo animado. En 2016, los derechos de las propiedades de Harvey Comics volvieron a Universal cuando adquirieron la empresa matriz de Classic Media, DreamWorks Animation. En 2018, Netflix comenzó a emitir Harvey Street Kids (más tarde rebautizada como Harvey Girls Forever!), producida por DreamWorks Animation y basada en los personajes de Harvey Comics, la serie finalizó en 2020.